# Caffe Bene
Caffe Bene（咖啡陪你）是一家总部位于韩国首尔的咖啡连锁店，由金善权于2008年5月创立。截止2012年4月24日，Caffe Bene在韩国有760家分店。2012年2月，Caffe Bene首次開設國外分店，首家國外分店位於纽约，随后一个月，在中国北京开设了第二家国外分店。Caffe Bene主要通過加盟連鎖的方式開設門店，直營店佔比非常少。

## 歷史

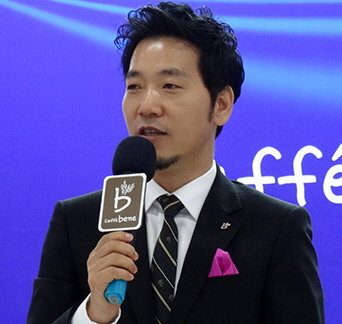
Caffe Bene創始人金善權

Caffe Bene的创始人金善权在加拿大旅行时看了当地的咖啡店非常受欢迎，他於是打算创建一个咖啡馆品牌。品牌名称中的"Bene"来自意大利語词语"好"。

### 中國大陸
2012年，咖啡陪你進入中國大陸市場。巅峰时期，咖啡陪你在中国的门店总数曾超过600家。2013年，咖啡陪你上海公司成立，一年期間就出現拖欠工資、加盟解約、門市熄燈等問題。2015年，咖啡陪你上海公司被當地法院列入「嚴重違法失信企業」的黑名單，咖啡陪你上海公司的法定代表人俞豈凡也被法院發出限制消費令。同年，咖啡陪你在華投資的公司资金链断裂，69个加盟商前往咖啡陪你北京、上海总部，发现已人去楼空，於是他們向北京市公安局朝阳分局报案，他們要求要回加盟意向金。

## 來源
1. ↑  . 天下雜誌. 2023-02-14  [2023-10-02] （中文）.
2. ↑  (April 24, 2012)"승승장구 카페베네…주식시장에서도 통할까?" ("Caffe Bene...Doing Just Fine in the Stock Market?") （页面存档备份，存于）, 매일경제 (Economic Daily)
3. ↑  . 허프포스트코리아. 2015-06-10  [2019-04-28]. （原始内容存档于2019-08-22） （韩语）.
4. 1 2  . 界面新闻-只服务于独立思考的人群-Jiemian.com.   [2023-10-02] （中文）.
5. ↑  . Caffé Bene.   [8 July 2018]. （原始内容存档于8 February 2014）.
6. ↑  . Yahoo News. 2018-10-30  [2023-10-02]. （原始内容存档于2018-10-30） （中文）.

## 外部鏈接
- Caffe bene official website （韓語）